# Colección Ornitológica William Phelps
La Colección Ornitológica William Phelps, también conocida como el Museo Ornitológico Phelps, es un museo de ciencias naturales dedicado al estudio, exhibición y preservación de las aves de Venezuela y el resto de América. La colección está ubicada en el Edificio Gran Sabana, en el corazón del bulevar de Sabana Grande de Caracas. La colección ornitológica William Phelps es la más importante de América Latina y también es la colección privada más importante del mundo en su área de investigación.
En este espacio privado se encuentran importantes libros de estudio de la familia Phelps, así como 8000 volúmenes científicos en su biblioteca, más de 83 000 especímenes anatómicos, incluyendo a más de 80 000 pieles.  Para el año 1990, la Colección Ornitológica William Phelps y contenía alrededor de más de 76 300 pieles y un pequeño número de especímenes anatómicos, en el edificio Gran Sabana de Sabana Grande. La biblioteca de los Phelps en 1990 ya contaba con 6000 libros, 800 revistas y 5500 reimpresiones, la mayoría de ciencias naturales.

## Historia
La colección ornitológica nace en el año 1938, aunque no tuvo sede propia en el bulevar de Sabana Grande sino hasta el año 1949. A principios del año 2018, cumplió 80 años realizando su labor en Caracas, Venezuela. Con el pasar del tiempo, la colección ha ido creciendo y todavía mantiene una gran relevancia científica internacional. En el año 2005, se realizó una investigación sobre las diferencias de plumaje en cuatro subespecies de curruca dorada Basileuterus culicivorus en Venezuela.

### Importancia
La Fundación Phelps ha sido reconocida mundialmente por sus investigaciones científicas. Desde el año 1937, esta fundación se dedica al estudio de la distribución de las aves en Venezuela así como a la difusión de la ornitología en Venezuela. Desde el año 1949, se expandió globalmente en su misión de descubrir, interpretar y difundir información sobre la ornitología a través de un programa de investigación científica, educación y difusión en las ciencias naturales. La Fundación ha tenido una importante trayectoria mundial por la cual es reconocida y es un recurso de estudio obligatorio regional sobre aves tropicales para los expertos que desean conocer más sobre esta área. Este museo ha estado conectado históricamente con el American Museum of Natural History, gracias a la labor de Billy Phelps. La colección ornitológica también se ha ampliado gracias a las investigaciones realizadas con Armando Dugand de Bogotá, Colombia. La mayoría de los fondos para realizar estas investigaciones fueron recaudados por la Fundación Phelps.

### Investigaciones relevantes
En marzo y abril de 1977 la Colección Ornitológica Phelps, con la colaboración de la Comisión de Fronteras Mixta Venezolano–Brasileña Demarcadora de Límites, efectuó una colección de aves en el Cerro Urutaní (62°05'O, 3°40'N), el cual es un tepui de baja altura en la frontera Venezolana–Brasileña en la Sierra Pacaraima. Un total de 511 especímenes de aves fueron coleccionados entre 1150 y 1280 metros de altura s.n.m., representando 78 especies diferentes. Gilberto Pérez Chinchilla, Manuel Castro y Dickerman prepararon los ejemplares de la colección. Un informe completo sobre estas aves salió en la prensa internacional y fue publicado en el Boletín del "American Museum of Natural History", Nueva York. Fue necesario trabajar en conjunto con la Dirección de Fronteras de Venezuela.

## Galería

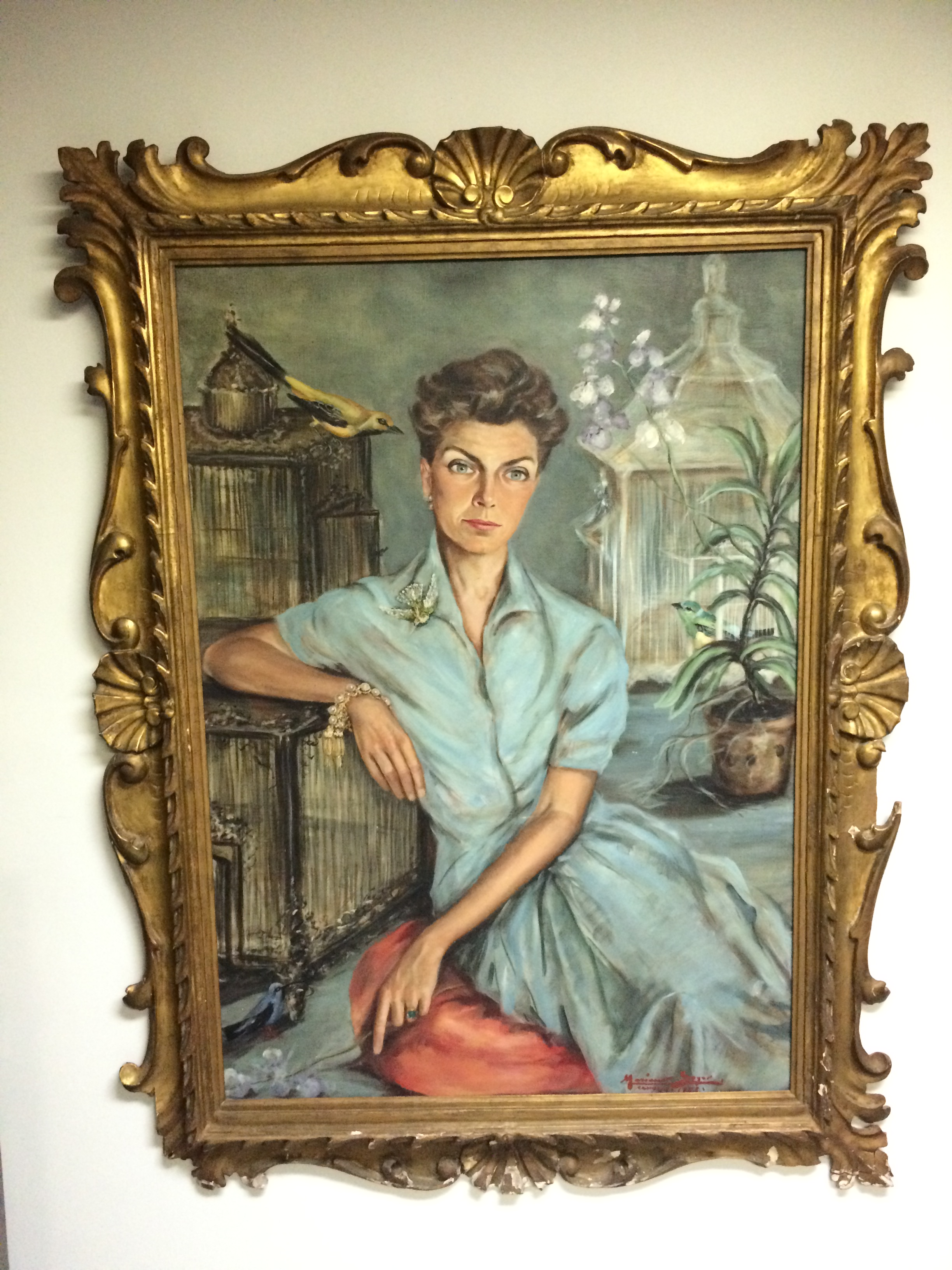
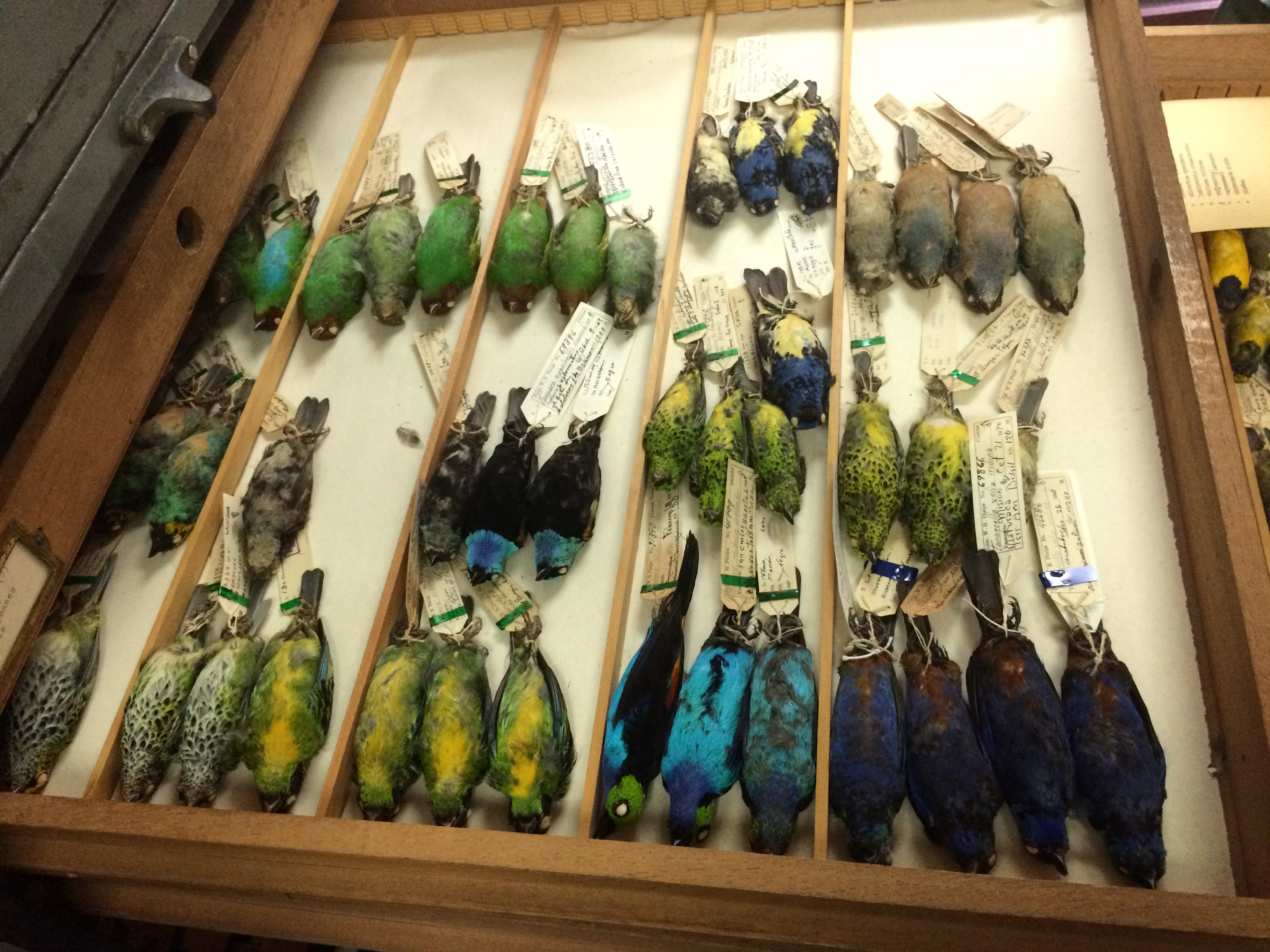
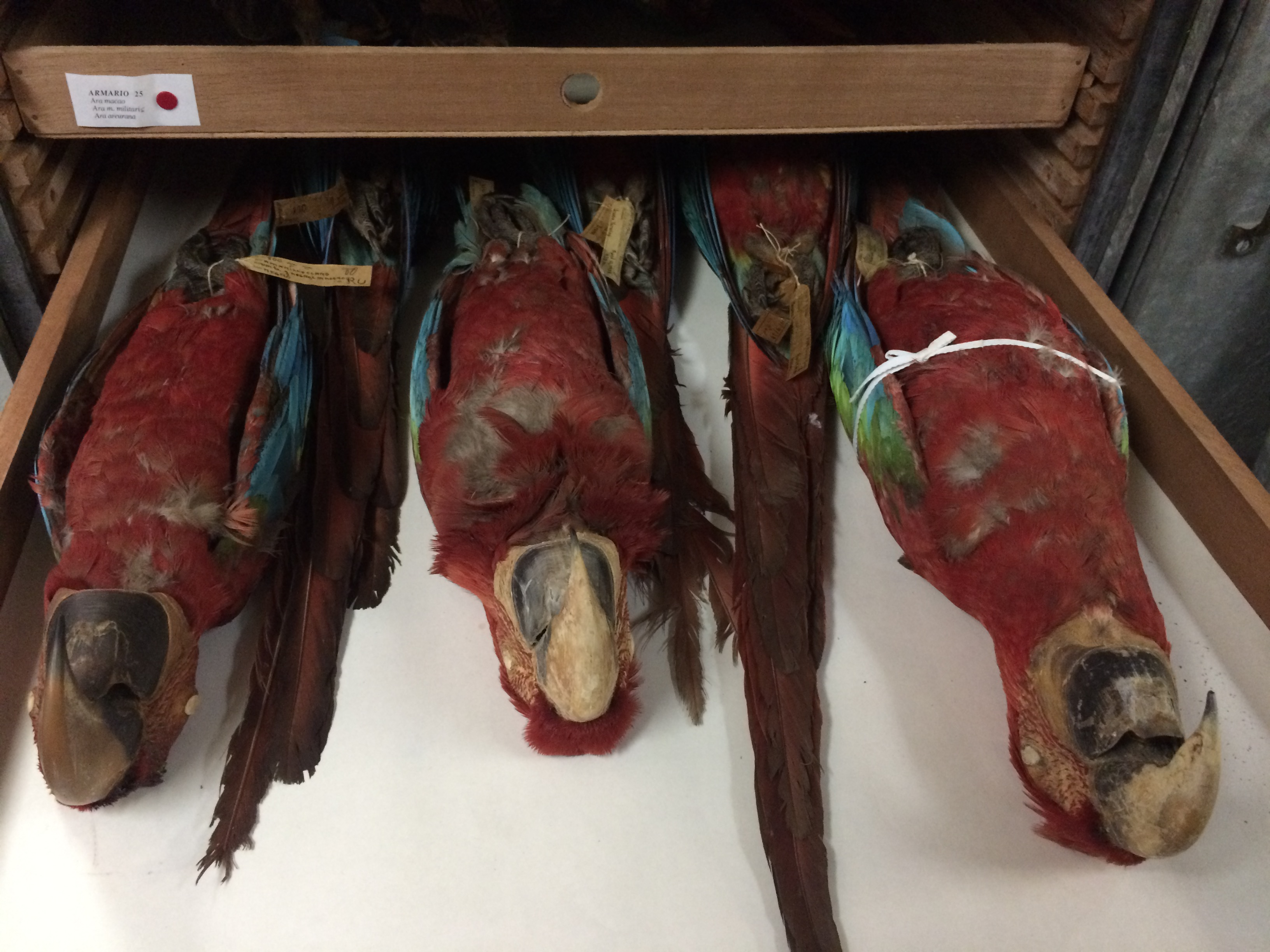
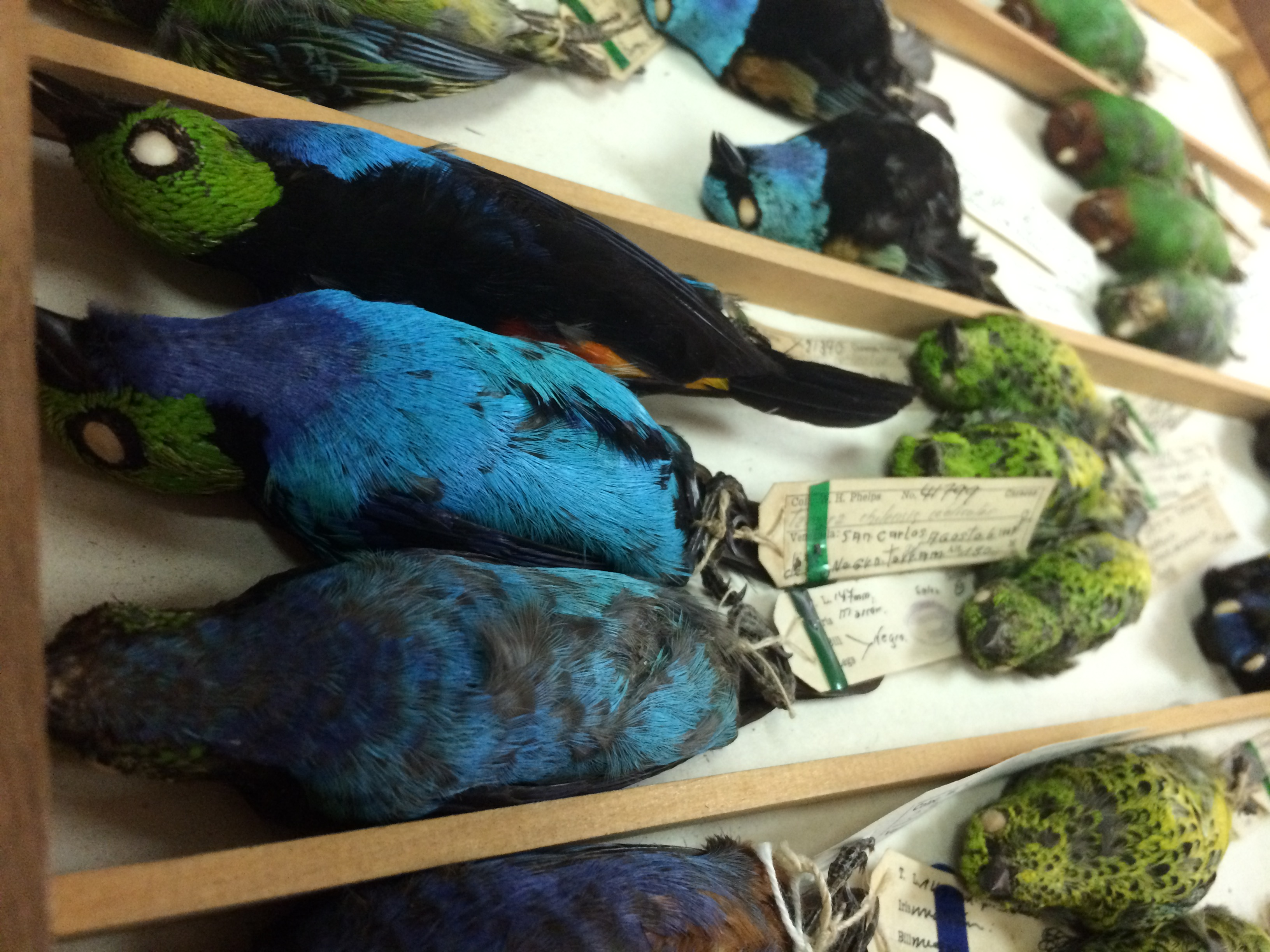
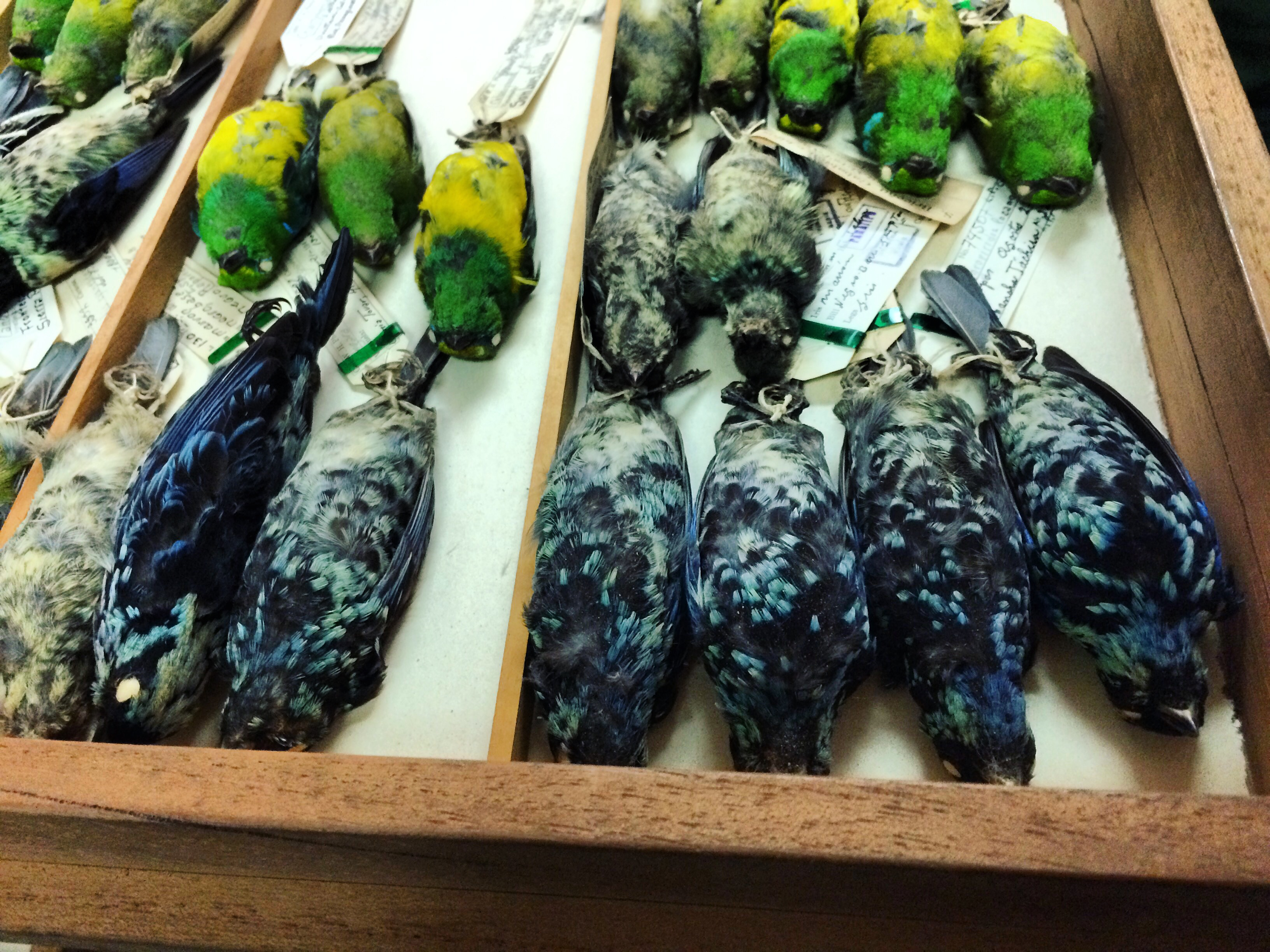
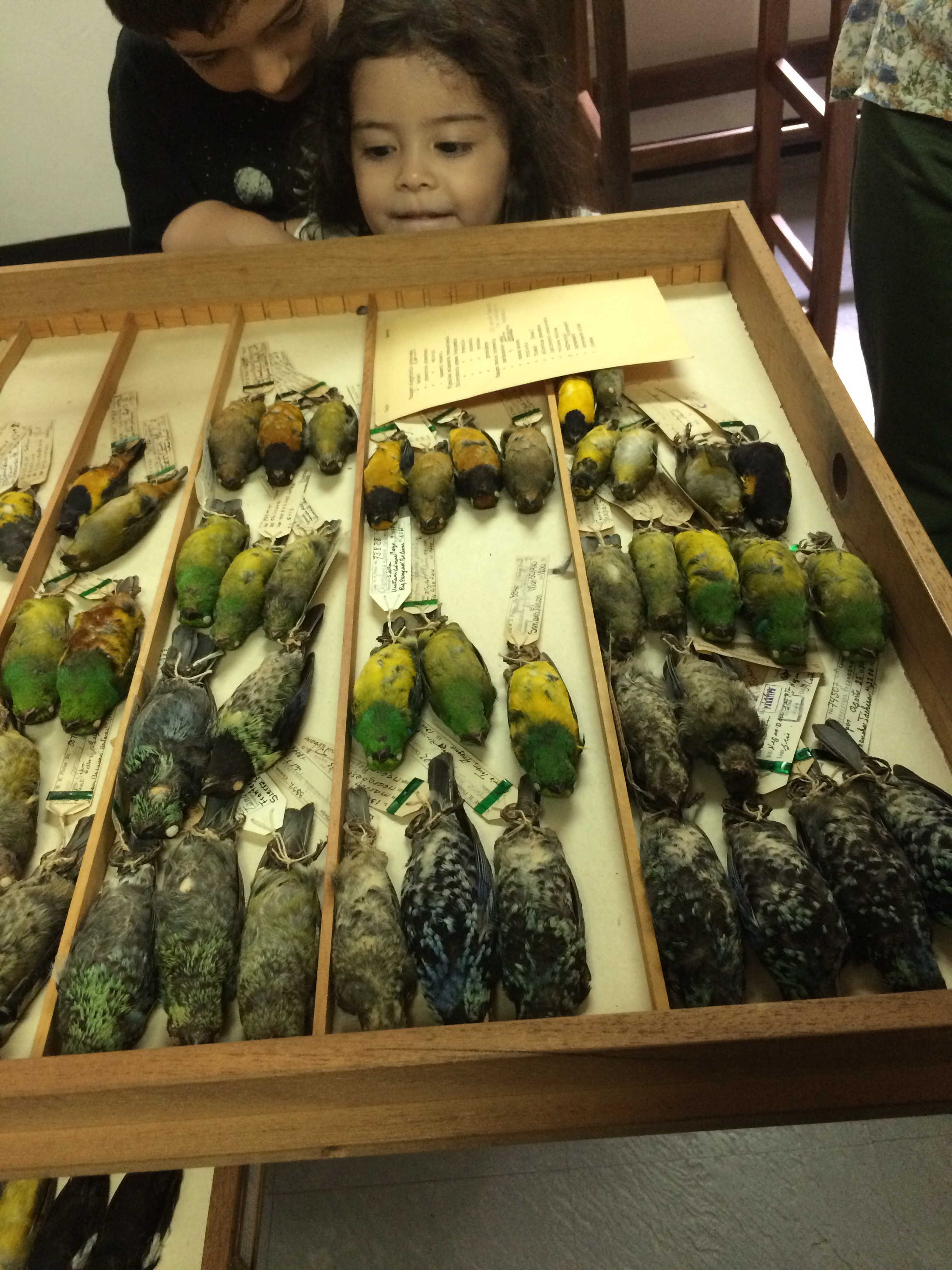
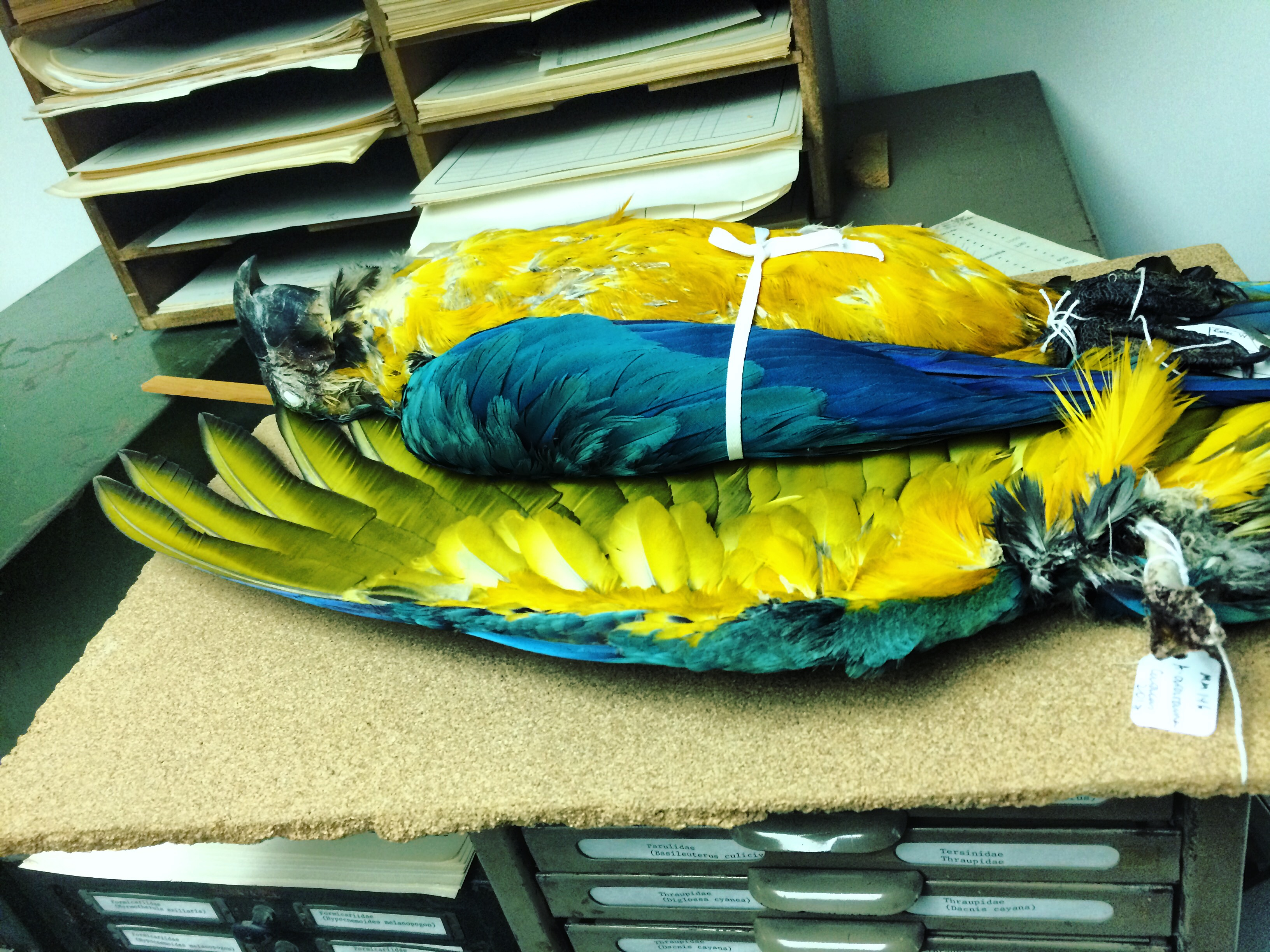